# Mezulla
Mezulla va ser una deessa menor hitita. Era filla del déu o Senyor de les Tempestes, Tarḫunna o Tessub, i la deessa solar d'Arinna. Formava una tríada amb la seva mare i la seva filla Zintuḫi. Era una de les nou deïtats de Zalpa. La seva importància era local. No apareix en les llistes de juraments dels tractats hitites entre estats, però se la invocava amb freqüència com a mitjancera entre els "Grans déus" i els homes.
El rei Hattusilis I, quan va destruir la ciutat de Zalpa, va emportar-se els seus tresors que va oferir al "déu de les tempestes", i nou déus d'aquella ciutat que va dipositar al temple de la deessa Mezulla. També Mursilis II, en el primer any del seu regnat, va atacar les principals ciutats dels kashka, Halila i Dudduska i les va incendiar. Quan els kashka van reagrupar-se i el van atacar, va lluitar contra ells, i com que davant del seu exèrcit hi marxaven "la deessa del Sol de la ciutat d'Arinna, l'orgullós Senyor de les Tempestes i la deessa Mezulla", va vèncer sense dificultats els enemics.